# Moisés Vásquez
Moisés Valentín Vásquez Higuera (n. 2 de febrero de 1990) es un futbolista chileno que juega de defensa en Colchagua de la Segunda División Profesional de Chile.

## Trayectoria
Hace divisiones menores en la Universidad de Chile.

### Magallanes
El Magallanes fue donde debutó profesionalmente y él fue partícipe del equipo del 2010, que logra el Torneo de Tercera División de Chile, por lo que Magallanes sube a Primera B de Chile. Gracias a un buen rendimiento, es fichado por Barnechea de Tercera División de Chile.

### Barnechea
Barnechea es un club veterano de Tercera División de Chile, teniendo 23 temporadas en esta categoría. Vasquéz va a reforzar este equipo en 2011 para lograr ascenso. Lo logra haciendo historia en el club logrando el primer ascenso a Primera B de Chile. En 2012 ya en el profesionalismo, Móises juega en el torneo de apertura solo 4 partidos pero su situación mejora en el torneo de clausura jugando 17 de los 20 partidos y anotando el primer gol en el profesionalismo.
En Copa Chile, tiene 5 participaciones(3 de titular y 2 de suplente) con 2 goles. Uno de esos goles fueron en el triunfo histórico de Barnechea sobre Colo-Colo. Él anotó el 1-0 pero al final terminó siendo 2-1.

### Everton de Viña del Mar
En diciembre de 2012 se confirma el arribo de Vasquéz a Everton de Viña del Mar para reemplazar a Cristián Magaña que vuelve del préstamo a Colo Colo, estuvo hasta 2014, que tras el descenso del equipo deciden no renovar contrato. posteriormente es enviado a Barnechea, club con el cual desciende y con este sería su segundo descenso consecutivo.

## Clubes
| Club             | País  | Año       |
| ---------------- | ----- | --------- |
| Magallanes       | Chile | 2010      |
| Barnechea        | Chile | 2011-2012 |
| Everton          | Chile | 2013-2014 |
| Barnechea        | Chile | 2014-2015 |
| Trasandino       | Chile | 2015-2016 |
| Santiago Morning | Chile | 2016-2017 |
| Rangers          | Chile | 2018      |
| Colchagua        | Chile | 2021-     |

### Campeonatos nacionales
| Título             | Club      | País  | Año  |
| ------------------ | --------- | ----- | ---- |
| Tercera División A | Barnechea | Chile | 2011 |